# Saint-Maurice-d'Ételan
Saint-Maurice-d'Ételan is een gemeente in het Franse departement Seine-Maritime (regio Normandië) en telt 305 inwoners (2004). De plaats maakt deel uit van het arrondissement Le Havre.

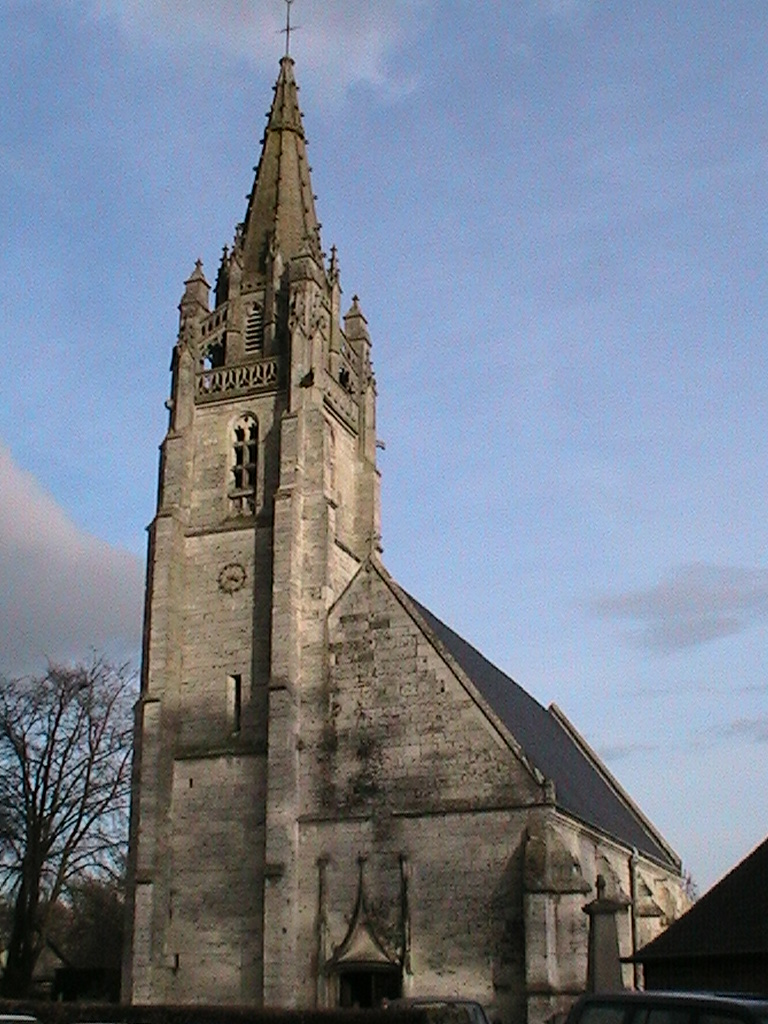
Kerk van Saint-Maurice-d'Ételan
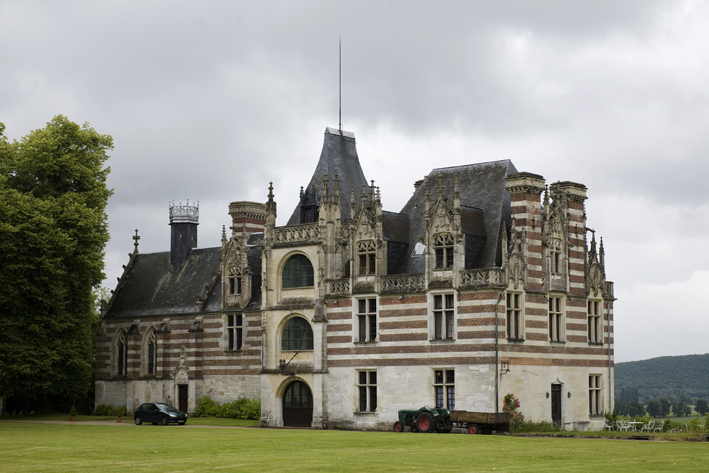
Kasteel van Saint-Maurice-d'Ételan

## Geografie
De oppervlakte van Saint-Maurice-d'Ételan bedraagt 14,1 km², de bevolkingsdichtheid is 21,6 inwoners per km².
De onderstaande kaart toont de ligging van Saint-Maurice-d'Ételan met de belangrijkste infrastructuur en aangrenzende gemeenten.

## Demografie
Onderstaande figuur toont het verloop van het inwonertal (bron: INSEE-tellingen).